# Musha Cay
Musha Cay är en ö i Bahamas.   Den ligger i distriktet Black Point District, i den sydöstra delen av landet, 170 km sydost om huvudstaden Nassau. Arean är 1,4 kvadratkilometer.
Terrängen på Musha Cay är mycket platt. Öns högsta punkt är 25 meter över havet. Den sträcker sig 2,8 kilometer i nord-sydlig riktning, och 2,9 kilometer i öst-västlig riktning.